# Arcane
Arcane is een muziekgroep binnen de elektronische muziek. De band bestaat uit slechts één persoon: Paul Lawler. Hij kwam in 1999 met het studioalbum Gather darkness. Het zou een hommage zijn aan het oude Arcane. De muziekstijl is gelijk aan die van Tangerine Dream begin jaren zeventig. Er verscheen een aantal albums refererend aan Arcane, maar toen werd het weer stil. In 2016 verscheen Automaton bij Groove Unlimited.
De band vond haar oorsprong in een verhaal rond filmmuziek binnen het alternatieve circuit. De thuisbasis was daarbij Düsseldorf. Drie mensen zounden met analoge synthesizers geprobeerd hebben filmmuziek te maken: Gerhard Shreck, Max Richter en Hans-Ulrich Buchloh. Na de twee albums Alterstill en Teach yourself to crash cars zou de band op tournee gaan. De plotselinge dood van Max Richter maakte een eind aan de optredens. De beide andere leden zagen geen kans de band voort te zetten en voordat een livealbum kon verschijnen hief de band zichzelf op (1977). Aldus een verhaal opgetekend door Konrad Leug uit Keulen in 1999.

## Discografie

### Arcane
- 1999: Gather darkness
- 2000: Future wreck
- 2001: Alterstill
- 2004: 33 1/3 RPM
- 2007: Pulse
- 2016: Automaton
- 2017: Moon
- 2017: Arcane: Live @ E-Day 2017

### Paul Lawler
- 2009: Tibetan journey
- 2011: Sleep easy